# Patinação artística nos Jogos Olímpicos de Inverno de 1992 - Individual feminino
A competição individual feminina da patinação artística nos Jogos Olímpicos de Inverno de 1992 foi disputado entre 29 patinadoras.

## Medalhistas
| Ouro   | USA Kristi Yamaguchi |
| Prata  | JPN Midori Ito       |
| Bronze | USA Nancy Kerrigan   |

## Resultados
| #                                   | Nome               | País                 | PC | PL | TFP  |
| ----------------------------------- | ------------------ | -------------------- | -- | -- | ---- |
| Medalha de ouro                     | Kristi Yamaguchi   | USA Estados Unidos   | 1  | 1  | 1.5  |
| Medalha de prata                    | Midori Ito         | JPN Japão            | 4  | 2  | 4.0  |
| Medalha de bronze                   | Nancy Kerrigan     | USA Estados Unidos   | 2  | 3  | 4.0  |
| 4                                   | Tonya Harding      | USA Estados Unidos   | 6  | 4  | 7.0  |
| 5                                   | Surya Bonaly       | FRA França           | 3  | 6  | 7.5  |
| 6                                   | Chen Lu            | CHN China            | 11 | 5  | 10.5 |
| 7                                   | Yuka Sato          | JPN Japão            | 7  | 7  | 10.5 |
| 8                                   | Karen Preston      | CAN Canadá           | 12 | 8  | 14.0 |
| 9                                   | Josée Chouinard    | CAN Canadá           | 10 | 11 | 16.0 |
| 10                                  | Marina Kielmann    | GER Alemanha         | 15 | 19 | 16.5 |
| 11                                  | Lenka Kulovana     | TCH Checoslováquia   | 9  | 12 | 16.5 |
| 12                                  | Laetitia Hubert    | FRA França           | 5  | 15 | 17.5 |
| 13                                  | Patricia Neske     | GER Alemanha         | 16 | 11 | 18.0 |
| 14                                  | Julia Vorobieva    | EUN Equipa Unificada | 14 | 13 | 20.0 |
| 15                                  | Anisette Torp-Lind | DEN Dinamarca        | 8  | 16 | 20.0 |
| 16                                  | Tatiana Rachkova   | EUN Equipa Unificada | 13 | 14 | 20.5 |
| 17                                  | Viktoria Dimitrova | BUL Bulgária         | 18 | 17 | 26.0 |
| 18                                  | Joanne Conway      | GBR Grã-Bretanha     | 17 | 18 | 26.5 |
| 19                                  | Zuzanna Szwed      | POL Polônia          | 23 | 19 | 30.5 |
| 20                                  | Alma Lepina        | LAT Letônia          | 22 | 20 | 31.5 |
| 21                                  | Olga Vassilieva    | EST Estônia          | 21 | 21 | 31.5 |
| 22                                  | Suzanne Otterson   | GBR Grã-Bretanha     | 20 | 22 | 32.0 |
| 23                                  | Krisztina Czako    | HUN Hungria          | 19 | 23 | 32.5 |
| WD                                  | Helene Persson     | SWE Suécia           | 24 |    |      |
| Não avançaram para o programa longo |                    |                      |    |    |      |
| 25                                  | Zeljka Cizmesija   | CRO Croácia          | 25 |    |      |
| 26                                  | Mojca Kopac        | SLO Eslovênia        | 26 |    |      |
| 27                                  | Gyong-Ok Li        | PRK Coreia do Norte  | 27 |    |      |
| 28                                  | Eun-Hee Lee        | KOR Coreia do Sul    | 28 |    |      |
| 29                                  | Mayda Navarro      | MEX México           | 29 |    |      |

Legenda
| Recorde mundial      | Recorde mundial (World record)               |                       | Recorde africano                      | Recorde africano (African) |                                           | Q | Classificado por posição (Qualified) |
| Recorde olímpico     | Recorde olímpico (Olympic record)            | Recorde da América    | Recorde da América (Americas)         | q                          | Classificado por melhor tempo (Qualified) |   |                                      |
| Melhor marca do ano  | Melhor marca do ano (World leading)          | Recorde asiático      | Recorde asiático (Asian)              | DNS                        | Não largou (Did not start)                |   |                                      |
| Recorde nacional     | Recorde nacional (National record)           | Recorde europeu       | Recorde europeu (European)            | DNF                        | Não terminou (Did not finish)             |   |                                      |
| Recorde pessoal      | Recorde pessoal do atleta (Personal best)    | Recorde da Oceania    | Recorde da Oceania (Oceania)          | DSQ / DQ                   | Desclassificado (Disqualified)            |   |                                      |
| Recorde da temporada | Recorde da temporada do atleta (Season best) | Recorde sul-americano | Recorde sul-americano (South America) | NM                         | Sem marca (No mark)                       |   |                                      |